# Marina Folkers
Marina Folkers (Groningen, 18 januari) is een Nederlandse schrijfster van romantische feelgoodromans. In 2015 is haar eerste boek 'Faye en Sean' uitgegeven door Uitgeverij Ellessy, in 2017 volgde 'Zoektocht terug'. Vanaf 2018 verschenen haar boeken bij Uitgeverij Zomer & Keuning, waar haar eerste twee boeken heruitgegeven zijn.